# Restes prehistòriques de Son Ballester
Les restes prehistòriques de Son Ballester és un jaciment arqueològic prehistòric situat al costat de les cases de la possessió de Son Ballester, al municipi de Llucmajor, Mallorca. En aquest lloc s'hi troben diversos clapers moderns, d'entre els quals en destaca un amb una filada de pedres prehistòriques originals "in situ". La zona és plena de pedra petita i ceràmica. Hi ha la possibilitat que podrien ser restes d'un poblat talaiòtic.